# Łowczyk rudawy
Łowczyk rudawy, łowiec rudawy (Todiramphus australasia) – gatunek średniej wielkości ptaka z rodziny zimorodkowatych (Alcedinidae). Jest endemitem Małych Wysp Sundajskich i Moluków. W Czerwonej księdze gatunków zagrożonych IUCN klasyfikowany jest jako gatunek najmniejszej troski (LC, ang. Least Concern).

## Systematyka
Gatunek ten po raz pierwszy zgodnie z zasadami nazewnictwa binominalnego opisał w 1818 roku Louis Pierre Vieillot w 19. tomie Nouveau dictionnaire d'histoire naturelle, appliquée aux arts, à l'agriculture, à l'économie rurale et domestique, à la médecine, etc. Nouvelle édition. Autor nadał gatunkowi nazwę Alcedo australasia; nie wskazał miejsca typowego, ale w 1914 roku Hellmayr wyznaczył jako miejsce typowe wyspę Timor. Obecnie gatunek zaliczany jest do rodzaju Todiramphus.
Międzynarodowy Komitet Ornitologiczny (IOC) wyróżnia trzy podgatunki T. australasia:
- T. a. australasia (Vieillot, 1818)
- T. a. dammerianus (Hartert, EJO, 1900)
- T. a. odites (Peters, JL, 1945)[10].

Na liście ptaków świata opracowywanej przez autorów Handbook of the Birds of the World i BirdLife International oraz w serwisie Birds of the World wyróżniane są jeszcze dwa podgatunki:
- T. a. tringorum (Hellmayr, CE, 1914)
- T. a. interpositus (Hartert, EJO, 1904).

### Etymologia
- Todiramphus: rodzaj Todus Brisson, 1760 (płaskodziobek); gr. ῥαμφος rhamphos „dziób”[12].
- australasia: łac. australis – „południowy”, łac. Asia – „azjatycki”[13].

## Morfologia
Średniej wielkości ptak o dużym, szerokim u nasady dziobie, czarnej górnej szczęce, dolna szczęka bladożółta z ciemniejszym końcem. Nogi i stopy czarniawe. Tęczówki ciemnobrązowe. Występuje niewielki dymorfizm płciowy. Dorosłe samce mają ciemnozieloną czapeczkę na głowie, rudy szeroki pasek brwiowy, który rozciąga się do nasady dzioba i obejmuje tył głowy. Poniżej czarna maska. Podgardle i gardło białawe, szyja, brzuch, boki i pokrywy podogonowe rudawe. Górne części ciała ciemnozielone. Skrzydła, zad i ogon niebieskie. Samica jest nieco ciemniejsza od samca. Osobniki młodociane są podobne do samicy. Różni je białe zakończenie dzioba, czarne cętki na piersiach i po bokach oraz płowożółte przebarwienia na skrzydłach. Długość ciała 21 cm, masa ciała: samiec 28–58 g, samica 39–55 g.

## Zasięg występowania
Poszczególne podgatunki łowczyka rudawego występują:
- T. a. australasia – na Małych Wyspach Sundajskich: Lombok, Sumba i Timor oraz na Wyspach Barat Daya: Romang i Wetar,
- T. a. dammerianus – na Wyspach Leti: Leti i Moa, na wyspie Damar i na Wyspach Babar,
- T. a. odites – na Wyspach Tanimbar[7][9].

## Ekologia
Głównym habitatem łowczyka rudawego są wilgotne tropikalne lasy równikowe pierwotnego i wtórnego wzrostu do 700 m n.p.m., lasy monsunowe, zagajniki i ogrody. Długość pokolenia jest określana na 3,6 roku. Dieta tego gatunku nie jest dobrze zbadana, składa się głównie z owadów. Przesiaduje na gałęziach w różnych piętrach lasu. Ofiary podejmuje prawdopodobnie bezpośrednio z ziemi. Zasięg występowania według szacunków organizacji BirdLife International obejmuje około 437 tys. km².

### Rozmnażanie
Brak informacji o gniazdowaniu i rozmnażaniu tego gatunku.

## Status
W Czerwonej księdze gatunków zagrożonych IUCN łowczyk rudawy jest uznawany za gatunek najmniejszej troski (LC, ang. Least Concern), a jego liczebność jest obecnie szacowana na więcej niż 9,25 tys., a mniej niż 18,5 tys. dorosłych osobników. Trend populacji szacowany jest na lekko spadkowy z powodu powolnego zmniejszania się jego naturalnego habitatu.